# موافقة المحكوم
«موافقة المحكوم» هي عبارة مأخوذة من إعلان الاستقلال الأمريكي. وترادف العبارة نظرية سياسية حيث تكون شرعية الحكومة وحقها الأخلاقي في استخدام سلطة الدولة مبررة وقانونية فقط عندما تستمدها من الشعب أو المجتمع الذي تمارس عليه هذه السلطة السياسية. وتتناقض نظرية «الموافقة» هذه تاريخيًا مع حق الملوك الإلهي، وغالبًا ما تم الاستشهاد بها ضد شرعية الاستعمار. وتنص المادة 21 من الإعلان العالمي لحقوق الإنسان على أن «إرادة الشعب هي مصدر سلطة الحكومة».

## في الولايات المتحدة
آمن مؤسسو الولايات المتحدة مستخدمين تفكيرًا مشابهًا لأسلوب تفكير الفيلسوف الإنجليزي جون لوك بدولة قائمة على موافقة المواطنين «الأحرار والمتساوين»؛ وتصور دولة خلاف ذلك سيجعلها تفتقر إلى الشرعية والسلطة القانونية. وتم التعبير عن هذه الفكرة في الفقرة الثانية من إعلان الاستقلال، بالإضافة إلى مواضع أخرى:
إننا نؤمن أنه من الحقائق البديهية أن الناس جميعًا خلقوا سواسية، وأن الخالق منحهم حقوقًا ثابتة معينة، من بينها الحق في الحياة، والحق في الحرية، والحق في البحث عن السعادة.--ومن أجل تأمين هذه الحقوق، تتشكل الحكومات لتحكم بين الناس، ولتمارس سلطاتها العادلة بموافقة من المحكومين،--وعندما يصبح أي شكل من أشكال الحكم منكرًا لهذه الحقوق، يصبح من حق الشعب تغييره أو إبطال عمله، وإقامة حكم جديد يقوم على أساس هذه المبادئ وينظم سلطاته على هذا النحو، لأن ذلك في معظم الأحيان يكون له أثر كبير على سلامة الناس وسعادتهم.
وفي إعلان حقوق المواطنين في ولاية فرجينيا، وخصوصًا المادة السادسة المذكورة أدناه:
ينبغي أن تكون عمليات انتخاب أعضاء ليكونوا ممثلين للشعب، في المجلس، حرة؛ ويتمتع جميع الناس الذين لديهم أدلة كافية على وجود مصلحة مشتركة دائمة مع المجتمع ومرتبطين به، بحق الانتخاب، ولا يمكن فرض ضرائب على ملكياتهم أو حرمانهم منها من أجل الاستخدامات العامة دون الحصول على موافقتهم، أو ممثليهم الذين انتخبوهم، وبالمثل، لا يتقيدون بأي قانون لم يوافقوا عليه من أجل الصالح العام."

بالرغم من عدم امتلاك الكونغرس القاري في بداية الثورة الأمريكية سلطة قانونية واضحة لتولي الحكم، فقد باشر كافة مهام الحكومة الوطنية، مثل تعيين السفراء وتوقيع المعاهدات وتجميع الجيوش وتعيين الجنرالات والحصول على قروض من أوروبا وإصدار النقود الورقية (تسمى «النقود القارية») وتوزيع الأموال. ولا يمتلك الكونغرس أية سلطة لفرض الضرائب، واقتضى الأمر منه طلب الحصول على أموال وتجهيزات وقوات من الولايات لمساندة جهود الحرب. وكثيرًا ما تجاهلت الولايات الفردية هذه الطلبات. وفقًا لـموسوعة العلوم السياسية. نيويورك: شركة ماينارد ميريل، عام 1899، تعليقًا على مصدر سلطة الكونغرس:

كان يتم تعيين المندوبين في هذه الكونغرسات عمومًا عن طريق اتفاقيات شعبية، بالرغم من تنفيذها في بعض الأحيان بواسطة مجالس الولاية. ولكن هذا لا يعني أنه في أي من الحالتين يمكن اعتبار جهة التعيين المستودع الأصلي للسلطة التي يعمل بناءً عليها المندوبون؛ حيث إن أعضاء الاتفاقيات إما عينوا أنفسهم «لجان الأمن» أو حشدوا سريعًا لاجتماعات شعبية، والتي لا تتضمن إلا نسبة صغيرة من الفئة التي يمثلونها، ولا يحق لمجالس الولاية التنازل عن أحد عناصر السلطة التي حصلت عليها لجهة أخرى، أو إنشاء سلطة جديدة تحكم الناس رغمًا عن إرادتهم. ويكمن مصدر سلطات الكونغرس الوحيد في قبول الناس، والذي بدونه يكون كل قرار يتخذه الكونغرس، بموافقة الاتفاقيات الشعبية أو المجالس التشريعية للولايات أو بدونها، مجرد جلبة فارغة؛ ومثلما مارس الكونغرس قطعًا سلطات وطنية وتولى إدارة الدولة بأكملها، فإن النتيجة الحتمية هي أن إرادة الناس جميعًا هي مصدر الحكومة الوطنية في الولايات المتحدة، وذلك حتى منذ ظهورها الأول غير السليم في الكونغرس القاري الثاني...

## أنواع الموافقة

### الموافقة الجماعية
يثير هذا النوع سؤالاً أساسيًا؛ ألا وهو ما إذا كانت الموافقة الجماعية للمحكومين ضرورية، وإذا كانت كذلك، فهذا يدل على حق الانفصال لهؤلاء الذين لا يرغبون في أن تحكمهم جماعة معينة. وتسمح جميع الحكومات الديمقراطية اليوم باتخاذ قرارات ضد المعارضة العلنية لأقلية من الناخبين، والتي في رأي بعض واضعي النظريات، تشكك فيما إذا كانت الحكومات المذكورة يمكنها بحق أن تدعي في كافة الظروف أنها تعمل في ظل موافقة المحكومين.

### الموافقة الافتراضية
تنص نظرية الموافقة الافتراضية للمحكومين على أن إجبار الفرد على طاعة الحكومة يعتمد على ما إذا كانت هذه الحكومة واحدة يلزم على الفرد الموافقة عليها، أو أنه في حالة وضع الناس في حالة أصلية بدون حكومة، فإنهم سيوافقون على اختيار الحكومة المذكورة. وقد لاقت هذه النظرية رفضًا من بعض العلماء الذين يزعمون أنه نظرًا لإمكانية ارتكاب الحكومة نفسها أفعالاً عدائية، فإن تشكيل حكومة تحمي الناس من العداء سيشبه الناس الذين إذا كان لهم اختيار الحيوانات التي تهاجمهم، فإن مقايضة «القطط القطبية والثعالب بأسد» هي مقايضة لن يقدموا عليها.

### الموافقة العلنية في مقابل الموافقة الضمنية
يتم في بعض الأحيان التمييز بين الموافقة العلنية والموافقة الضمنية. وحتى تكون الموافقة العلنية صحيحة، فإنها تستلزم الطواعية، وهي فعل محدد يؤديه الموافقون، وفعل محدد تتم الموافقة عليه، ووكلاء معينون يؤدون هذا الفعل. وأحيانًا، يتم التعامل مع الهجرة إلى ولاية قضائية معينة على أنه فعل صريح يدل على الموافقة على الخضوع لحكم حكومة هذه الولاية القضائية. ومع ذلك، فليس كل الخاضعين لحكم حكومة معينة قد هاجروا إلى هذه الولاية القضائية، فبعضهم ولد فيها.
لقد تمت الإشارة إلى أنه في الولايات القضائية التي لا تطبق نظام التمثيل النسبي في الانتخابات، ولكن يتم انتخاب المرشحين بنظام الانتخاب التعددي، يمكن انتخاب المرشح بالرغم من المعارضة العلنية لأغلبية الناس. وليس من الضروري أن تكون الفرصة قد أتيحت لكل ناخب للتصويت على النصوص الدستورية التي تنص على حتمية استخدام نظام الانتخاب التعددي؛ ووفقًا لبعض واضعي النظريات، فإن ذلك يثير تساؤلاً حول ما إذا كان الناخبون المذكورون قد وافقوا على أن يحكمهم المرشحون الذين حصلوا على مساندة الأكثرية. وهناك جدل مضاد يشير إلى أنه، في حالة الفشل في العمل وفقًا لعملية التعديل الدستوري لتغيير هذه الأحكام، فهذا معناه أن الناس قد وافقت عليها. ويدحض هذا الجدل حقيقة أنه في بعض الولايات القضائية، لا تخضع وسائل تعديل الدستور بالكامل لسلطة جمهور الناخبين؛ وتظهر المشكلات نفسها في زعم أن الدستور الذي لا يتم تغييره بقرارات الممثلين المنتخبين من الناس، يعني أن الناس وافقوا عليه، مثلما يظهر في زعم أن أية أفعال أخرى يتخذها الممثلون المذكورون يوافق عليها الناس. ويرى بعض المعارضين لنظرية «الموافقة العلنية» أن فعل الانتخاب يتضمن الموافقة، بينما يتساءل آخرون عن العلاقة بين الانتخاب والموافقة على برنامج معين قدمه الممثل؛ حيث إن بعض الناخبين ربما يعارضون النظام ككل، ولكنهم يرغبون في التأثير على قرارات تخص قضايا معينة أو مرشحين. معينين.
تشير نظرية الموافقة الضمنية للمحكوم إلى أنه إذا كان الناس يعيشون في دولة لا تمر بثورة، فقد وافقوا على حكم حكومة تلك الدولة.